# Himmel ohne Sterne
Himmel ohne Sterne ist ein deutsches Filmdrama von Helmut Käutner aus dem Jahre 1955, eine der wenigen Leinwandproduktionen jener Jahre, die die Deutsche Teilung zum zentralen Thema haben. Der mehrfach ausgezeichnete Film verschaffte den Jungstars Erik Schumann, Horst Buchholz und Eva Kotthaus den Durchbruch.

## Handlung
Im geteilten Deutschland 1953: Die junge Ostdeutsche Anna Kaminski, eine Näherin im Volkseigenen Betrieb, lebt in Thüringen, unmittelbar an der innerdeutschen Grenze. Ihr Sohn Jochen, dessen Vater im Krieg gefallen ist, lebt gezwungenermaßen bei den Großeltern Elsbeth und Otto Friese in Bayern, nur wenige Kilometer entfernt von der innerdeutschen Grenze. Elsbeth und Otto, saturierte und kaum zu Empathie fähige, gutbürgerliche Repräsentanten des westdeutschen Wirtschaftswunders, waren einst nur dann bereit, Anna zu helfen, wenn diese ihr Kind den Frieses zur Adoption überlassen würde, um Jochen die vermeintliche „Schande“ einer unehelichen Herkunft zu ersparen (denn ihr gefallener Sohn ist der Vater des Kindes). Da Anna im Osten ihre alten Großeltern versorgen muss, sträubt sie sich, endgültig in den Westen zu gehen und willigte in die Forderung ein. Und so muss Anna, wenn sie Jochen regelmäßig sehen möchte, jedes Mal heimlich die Grenze überschreiten. 
Bei einem ihrer Grenzgänge trifft sie auf den bayerischen Grenzpolizisten Carl Altmann. Er hat ein großes Herz und verspricht Anna, ihren Sohn Jochen zu ihr in den Osten zu bringen. Bei den folgenden Grenzübertritten lernen sich Anna und Carl immer besser kennen und verlieben sich ineinander. Die einzige Möglichkeit, sich fortan an einem Ort zu treffen, ist ein zwischen den Grenzen liegender verlassener Bahnhof.
Anna hat sich entschlossen, Jochen mit in den Osten zu nehmen; eines Nachts verlässt sie heimlich mit ihm das Haus der Frieses. Carl hat es organisiert, dass sein Kumpel, Willi Becker, beide in den Staukästen seines LKWs versteckt und mit ihren Habseligkeiten über die Grenze bringt. Doch Jochen schlüpft unbemerkt aus dem Kasten und läuft zu einem Karussell, das an der Grenzstation aufgebaut ist. Nun ist Anna wieder im Osten und Carl, zunächst ohne sein Wissen, mit Jochen im Westen. Eine Passantin greift das weinende Kind an der Grenzstation auf; Carl erkennt Jochen und nimmt ihn in seine Obhut. Er plant, den Jungen endgültig zu seiner Mutter zurückzubringen – nicht ungefährlich für ihn, da auch er durch solche Aktionen hochgradig gefährdet ist. 
Bei einem der heimlichen Treffen im alten Bahnhof ist Anna sichtlich erkrankt. Carl will in den Ort laufen, um einen Arzt zu holen, doch er wird gestellt und von russischen Grenzern verhaftet. Auch Anna wird entdeckt und im Westen festgenommen. Carls Bewacher, VoPo Bröse, signalisiert Carl seine Bereitschaft, ihn entkommen zu lassen, wenn dieser ihm zu einem gut dotierten Posten in der westdeutschen Grenztruppe verhelfen kann. Carl sagt zu und kann fliehen. Anna, inzwischen wieder gesund, hinterlässt eine Nachricht bei Carls Vermietern, Carl eine Nachricht im Osten: Sie sollen zum vereinbarten Treffpunkt kommen – Sie treffen sich jedoch zufällig in derselben Nacht am Bahnhof wieder.  
An Annas Zweifeln am Leben im Osten ändert auch die Begegnung mit dem jungen Sowjetsoldaten Mischa Bjelkin nichts, der sich, ganz anders als erwartet, äußerst mitmenschlich verhält. Seine Liebe gilt vordergründig nur der regelmäßigen Schachpartie mit Annas Großvater. Als er versetzt wird, bittet ihn Anna um einen Passierschein für sich und ihren Sohn, um regelmäßig die Grenze passieren zu können, um die Großeltern im Osten zu pflegen und Carl im Westen zu sehen. Doch Annas Liebe zu Carl und die Hoffnungslosigkeit, die sie bei der Vorstellung auf ein Leben in der DDR beschleicht, lassen in der Näherin endgültig den Entschluss reifen, in den Westen zu fliehen. Sie will mit ihrem Sohn und Carl einen Neuanfang in der Bundesrepublik wagen. In letzter Verzweiflung kann sie auch ihren Großvater davon überzeugen, den Osten und sein langgehegtes, mühsam bezahltes Elternhaus zu verlassen. 
In der entscheidenden Nacht wartet Willi Becker am vereinbarten Treffpunkt und nimmt die Kleider und andere Habseligkeiten in den LKW auf, Jochen wird im Wagen versteckt. Carl und Anna wollen, wie auch die Großeltern an anderer Stelle, zu Fuß über die Grenze. Zur Sicherheit gibt Willi Carl seine Pistole. Unterwegs kreuzt Mischa den Weg der beiden Liebenden. Er ruft Anna erfolglos an, fährt ihnen mit dem Rad hinterher. Sie fliehen in eine alte Munitionsfabrik. Dort kommt auch Mischa an. Im Dunklen gerät Carl in Panik und schießt auf den mit seiner MP hantierenden Mischa. Dieser wird tödlich getroffen; in seiner Hand hält er den Passierschein für Anna und ihren Sohn. 
Carl und Anna fliehen weiter, werden von russischen Grenzern entdeckt. Sie werden beschossen, Alarm wird ausgelöst. Carl wird getroffen und bleibt – schon im Westen – sterbend liegen. Auch die westdeutschen Grenzer werden aufmerksam und schießen auf ihre Gegner und alles, was sich bewegt. Anna sieht Carl liegen, kehrt um und wird vom Westen her tödlich getroffen. Beide liegen mit ausgestreckten Armen am Boden, ihre Hände können sich gerade eben nicht berühren.

## Hintergrund
Die Dreharbeiten fanden zwischen dem 13. Juli und dem 12. September 1955 statt. Drehorte waren unter anderem Ludwigsstadt, Naila, Töpen und Wolfratshausen. Die Atelieraufnahmen entstanden im Bavaria-Atelier in Geiselgasteig. Hans Berthel und Robert Stratil schufen die Filmbauten, Georg Richter war Produktionsleiter.
Der Film erlebte seine Erstaufführung am 14. Oktober 1955 in Nürnberg und wurde von der FSK für Zuschauer ab 12 Jahren zugelassen. Die Fernseherstausstrahlung erfolgte am 19. Dezember 1963 im ZDF.
Als einziger deutscher Beitrag wurde Himmel ohne Sterne 1956 zu den Filmfestspielen in Cannes eingeladen. Das Festivalkomitee ließ den Film jedoch wegen der angeblichen Verletzung von Gefühlen anderer Nationen noch vor dessen Aufführung wieder absetzen. Grund für die Disqualifizierung des Filmes dürfte der Protest der deutschen Bundesregierung  gegen die Nominierung des Auschwitz-Dokumentarfilms Nacht und Nebel von Alain Resnais gewesen sein.

## Auszeichnungen
- Die FBL verlieh dem Film das Prädikat wertvoll.
- Himmel ohne Sterne erhielt 1956 gemeinsam mit Teufel in Seide das Filmband in Gold. Das Filmband in Silber ging an die Schauspieler Eva Kotthaus (Beste Nachwuchsschauspielerin), die bis dahin ausschließlich bei der DEFA gefilmt hatte, Horst Buchholz (Bester Nachwuchsschauspieler) und Erich Ponto (Beste Nebenrolle).
- Von der Evangelischen Filmgilde wurde der Film als „bester Film des Monats“ (November 1955) empfohlen.
- Bambi 1956 für den „künstlerisch besten deutschen Film 1956“

## Kritiken
Curt Riess’ Erinnerungsbuch 'Das gibt‘s nur einmal' nannte den Film einerseits „[e]ine etwas triviale Geschichte – aber so trivial, so banal ist eben die Realität in Deutschland heute.“ Positiv äußerte sich Riess zu der Ausarbeitung der einzelnen Charaktere: „Im Hintergrund ein paar vorzüglich gesehene Figuren. Die schon satten Westler, die die Brüder im Osten fast abgeschrieben haben. Ein russischer Soldat mit einem guten Herzen. Ein Berliner Lastwagenfahrer, der mit allen Wassern gewaschen ist. Als Russe ist der blutjunge Horst Buchholz – noch hat er kaum gefilmt – eine kleine Sensation. Als Chauffeur zeigt Georg Thomalla endlich einmal, daß er mehr kann, als Klamauk machen. In anderen kleinen Rollen herrlich: Gustav Knuth, Camilla Spira, Erich Ponto. Nur das Liebespaar bleibt ein wenig blaß.“
In Heinrich Fraenkels 'Unsterblicher Film' ist zu lesen: „Ein durch die Aufrichtigkeit seiner Aussage nicht minder als durch starke Dramatik erschütternder Film von zwei Menschen, deren Liebesglück an der Zonengrenze zerbricht.“ An anderer Stelle geht Fraenkel auch auf einzelne Schauspielerleistungen ein: „Daß Käutner sich für Himmel ohne Sterne die Hauptdarstellerin Eva Kotthaus aus dem Osten holte, war nicht nur gewissermaßen symbolisch, sondern hat auch den Film um eine bedeutende schauspielerische Leistung bereichert. Unvergeßlich bleiben Lucie Höflich und Erich Ponto in den Rollen der Großeltern. Die Höflich spielte die schon etwas irre Greisin, in deren armen Kopf die gespenstische Wirklichkeit der Gegenwart nicht mehr hineingeht, weil die nicht minder gespenstische Irrealität der Vergangenheit lebendig blieb – das war tief empfunden und die reife Kunst einer großen Schauspielerin.“
Das Lexikon des Internationalen Films schrieb: „Ausgezeichnet fotografiert, gut gespielt, doch ungleichwertig in der Gestaltung und mit einem prätentiösen Dialog belastet.“
Das große Personenlexikon des Films nannte den Film ein „Ost-West-Problemstück“.